# Rilsko-rodopský masiv
Rilsko-rodopský masiv je horský systém, tvořící střední a nejvyšší část Trácko-makedonského masivu. Zasahuje na území Bulharska a Řecka. Jeho nejvyšší horou je rilská Musala (2 925 m).

## Vymezení
Rilsko-rodopský masiv je na západě vůči Srbsko-makedonskému masivu vymezen riftovým údolím Strumy. Na severu od Staré planiny a Hornothrácké nížiny a na východě od Thráckého masivu jej odděluje údolí Marice, na jihu zasahuje až k Egejskému moři.

## Geologie
Celá soustava je vrásno-zlomového původu, pohoří jsou tvořena krami vyzdviženými a pánve a kotliny pokleslými. Vývojově jsou to trosky velmi starých pohoří, jež byla zarovnána a teprve v neogénu získala dnešní uspořádání hrásťových pohoří s častými zbytky zarovnaných povrchů, příkrými svahy a velkými výškovými rozdíly. Vše pak dotvořila ledovcová modelace, která dala horským štítům vzhled karlingů, dala vzniknout skalním stěnám, karům a trogům.

## Členění a nejvyšší vrcholy
- Rila – Musala 2 925 m
- Pirin – Vichren 2 914 m
- Vitoša – Černi Vrah 2 290 m
- Slavjanka – Gotsev Vrah 2 212 m
- Falakro – 2 194 m
- Rodopy – Goljam Perelik 2191 m
- Pangaeon – Mati 1 956 m
- Stargač – Kulata 1 270 m

## Vodstvo
Přes Rilsko-rodopský masiv přechází rozvodí mezi úmořími Černého a Egejského moře. Pramení zde Struma, Iskăr, Marica a Mesta. Vzhledem k dřívějšímu zalednění jsou zdejší pohoří bohatá na jezera. V Rile je 183 ledovcových jezer, v Pirinu dokonce 186. Největší z nich je rilské Smradlivo ezero (24 ha). V celé horské soustavě se také nachází mnoho vodních nádrží - např. Bílý Iskăr.